# Asesinato de George Duncan
El 10 de mayo de 1972, el profesor de derecho australiano de la Universidad de Adelaida, George Ian Ogilvie Duncan, de 41 años, se ahogó tras ser arrojado al río Torrens por un grupo de hombres que se creía eran agentes de policía. La indignación pública generada por el asesinato se convirtió en el detonante de la reforma de la ley homosexual, que convirtió a Australia del Sur en el primer estado australiano en despenalizar la homosexualidad.

## Víctima
George Ian Ogilvie Duncan (20 de julio de 1930 - 10 de mayo de 1972) era profesor de derecho australiano en la Universidad de Adelaida. Había nacido el 20 de julio de 1930 en Golders Green, Londres, Inglaterra, hijo único de padres nacidos en Nueva Zelanda, Ronald Ogilvie Duncan (fallecido en 1952) y su segunda esposa Hazel Kerr, de soltera Martell (fallecida en 1944). Duncan, que emigró a Victoria en 1937, asistió a la Melbourne Grammar School y se graduó como dux en 1947.
Mientras estudiaba filología clásica en la Universidad de Melbourne, los estudios de Duncan fueron interrumpidos en 1950 después de contraer tuberculosis. En 1957, Duncan ingresó en St John's College, Cambridge, donde obtuvo varios títulos, incluida una licenciatura en 1960; Licenciatura en Derecho en 1961; una maestría en 1963 y un doctorado. en 1964. De 1966 a 1971 enseñó derecho a tiempo parcial en la Universidad de Bristol y publicó su tesis doctoral en 1971.
Duncan regresó a Australia el 25 de marzo de 1972 para enseñar derecho en la Universidad de Adelaida y se trasladó al Lincoln College en Adelaida del Norte.

## Asesinato
Aproximadamente seis semanas después de la llegada de Duncan a Adelaida, fue arrojado desde la orilla sur del río Torrens, cerca de Kintore Avenue, y se ahogó. En 1988, Julian Clarke dio una declaración policial sobre lo que vio mientras patrullaba a orillas del río Torrens en 1972. Afirmó que después de escuchar gritos, vio a un grupo de hombres arrojar a otros dos al río. Dijo que los miembros del grupo lo golpearon y le dijeron que “se fuera a la mierda” antes de que le sucediera lo mismo.
Sin embargo, Julian Clarke le dijo más tarde a Ivan Felisatti que vio a tres agentes de policía atacar a Duncan. "Dos de ellos retuvieron al Dr. Duncan y Julian escuchó huesos rompiéndose y hombres gritando".
Como la homosexualidad todavía era ilegal en el sur de Australia en ese momento, las orillas del río Torrens, o "beat número 1", como se lo conocía entonces, eran un lugar popular de encuentro para hombres homosexuales o bisexuales. Alrededor de las 11 de la noche del 10 de mayo de 1972, Duncan y Roger James (y un tercer hombre no identificado) fueron arrojados al río por un grupo de hombres en incidentes separados, y Duncan, al no saber nadar, se ahogó. Luego, uno de los perpetradores se desnudó y entró al río en busca de Duncan, pero la víctima no fue encontrada en las aguas turbias. James se rompió el tobillo y, después de arrastrarse hasta la carretera, fue rescatado por un automovilista que pasaba, Bevan Spencer von Einem (quien más tarde fue declarado culpable de asesinato de un niño), quien luego lo llevó al Royal Adelaide Hospital.

## Investigaciones y juicio
Después de que James y otros testigos se negaron a identificar a los atacantes y, según informes, temieron por sus vidas, el primer ministro de Australia del Sur, Don Dunstan, ofreció protección del gobierno a los testigos que se presentaron. Unos días después del asesinato, se sospechaba que el grupo de hombres que mataron a Duncan eran tres altos oficiales de policía del escuadrón. Los testigos dijeron que los detectives también estaban acompañados por un civil alto, que nunca fue identificado.
El debate público fue tan grande que Dunstan permitió que el comisionado de policía Harold Salisbury llamara a detectives de New Scotland Yard para investigar el asesinato. Su informe, escrito por el superintendente jefe Bob McGowan, que no se hizo público hasta que se presentó en el parlamento del sur de Australia en 2002, indicaba que los agentes del escuadrón antivicio Francis John Cawley, Michael Kenneth Clayton y Brian Edwin Hudson habían participado en los tres asaltos. La investigación, descrita como "un engaño", no logró encontrar pruebas suficientes para procesar a ninguno de los agentes debido a la falta de declaraciones de testigos. Además, los detectives fueron llamados a declarar en la investigación forense, pero se negaron a responder a ninguna de las preguntas que se les formularon y posteriormente fueron suspendidos de sus funciones y finalmente dimitieron. El forense emitió una conclusión abierta el 5 de julio de 1972, lo que llevó al Abogado de la Corona a anunciar el 24 de octubre de 1972 que había decidido no continuar con ningún procedimiento.
El 30 de julio de 1985, el ex viceoficial de escuadrón Mick O'Shea, que dimitió en 1981, dijo a The Advertiser que el grupo implicado en la muerte de Duncan eran viceoficiales del escuadrón antivicio y que había un encubrimiento para protegerlos. El 5 de febrero de 1986, Cawley, Clayton y Hudson fueron acusados del homicidio involuntario de Duncan. Cawley y Clayton terminaron siendo juzgados en 1988, y ambos fueron absueltos de los cargos el 30 de septiembre tras negarse a testificar.
Durante el juicio, O'Shea hizo acusaciones específicas de que era una práctica común que los oficiales del escuadrón arrojaran a hombres homosexuales al río, que ciertos miembros agredieron a hombres homosexuales y que en una ocasión persiguieron a un individuo mientras disparaban. Posteriormente se planteó otra acusación de que hubo un intento de influir en un jurado para que declarara inocentes a los dos policías acusados. Se creó un grupo de trabajo policial que informó al parlamento de las SA en 1990 de que no había pruebas suficientes para acusar a nadie del asesinato. Se ignoraron los repetidos llamamientos a una comisión real.
En el 40.º aniversario de la aprobación del proyecto de ley en agosto de 2015, el comisionado de policía de SAPOL, Grant Stevens, habló públicamente sobre el asesinato y dijo que el caso seguía abierto y que se ofrecía una recompensa de 200.000 dólares australianos por información que condujera a una condena. También dijo que SAPOL ahora es una policía inclusiva y tiene una excelente relación con la comunidad LGBTQI.

## Impacto
El asesinato atrajo la cobertura de los medios nacionales y la indignación pública hizo que Duncan fuera considerado un mártir del movimiento por los derechos de los homosexuales. Activistas homosexuales y feministas, liderados por Jon Ruwoldt, abrieron la librería Doctor Duncan Revolution como centro de organización en junio de 1974, en King William Road Hyde Park, y también vendieron libros políticos por correo, que cumplió su propósito y cerró en mayo de 1977. Cuando se cerró, las existencias se transfirieron a la Librería Internacional de Melbourne.
Como resultado de la atención de los medios, Murray Hill, miembro del Consejo Legislativo del Partido Liberal, presentó un proyecto de ley el 26 de julio de 1972 para enmendar la Ley de Consolidación del Derecho Penal (1935-1971), que criminalizaba la homosexualidad. La enmienda fue aprobada el 9 de noviembre de 1972, sin embargo, una nueva enmienda la debilitó para permitir sólo una defensa legal para actos homosexuales cometidos en privado. En 1973, el miembro laborista de Isabel, Peter Duncan, presentó en el Parlamento el proyecto de ley penal (delitos sexuales) que, aunque fue aprobado por la Cámara Baja, fue rechazado dos veces en el Consejo Legislativo.
El 27 de agosto de 1975, el proyecto de ley sin cambios fue nuevamente presentado, rechazado, reintroducido, derrotado, reintroducido por tercera vez y aprobado, todo el mismo día, convirtiendo a Australia del Sur en el primer estado australiano en despenalizar completamente la homosexualidad.

## Memoriales y legado
Duncan está enterrado en el cementerio Centennial Park. En noviembre de 2022, se celebró una ceremonia en la tumba para conmemorar los 50 años de la muerte de Duncan, y la universidad extendió el contrato de arrendamiento de la tumba por 50 años más.
El 10 de mayo de 2002, 30º aniversario de la muerte de Duncan, se erigió un monumento conmemorativo cerca del lugar del asesinato. La inscripción dice: "En memoria del Dr. George Duncan, cuya muerte por ahogamiento el 10 de mayo de 1972, cerca de aquí, a manos de personas no condenadas, precipitó la reforma de la ley homosexual en Australia del Sur, convirtiéndolo en el primer estado de Australia hasta 1975 en despenalizar las relaciones homosexuales entre adultos que consientan. Lo recordaremos".
También el 10 de mayo de 2002, Radio Adelaide emitió el documental El asesinato del Dr. George. El 1 de octubre de 2002, el Instituto de Estudios de Justicia de Australia del Sur otorgó una mención especial a Radio Adelaide, elogiando el documental por su importancia histórica y la inclusión de comentarios de personas que eran activistas homosexuales en el momento de la muerte de Duncan.
El Premio Nacional en Memoria de George Duncan se inauguró en 2004. El premio se otorga por un trabajo destacado que contribuye a la reforma legal y al mejoramiento de la comunidad australiana de lesbianas, gays, queer, bisexuales, transgénero o intersexuales. En 2005, Baden Offord ganó el premio por su libro de 2003 Los derechos homosexuales como derechos humanos.
En 2016, SBS destacó el caso en una serie de podcasts de cinco partes llamada Fuera de la vista: la historia no contada de los asesinatos por odio a los homosexuales en Adelaida, narrada por el periodista Mark Whittaker. La serie también se vinculó con Deep Water de SBS y documentales sobre otros crímenes de odio contra los homosexuales sin resolver en Sydney.
En 2020, la ciudad de Adelaida instaló una nueva placa para honrar la memoria de Duncan junto al monumento de 2002 cerca de Torrens. Encabezada por las palabras "Dr. Duncan: Una vida trágicamente perdida, pero un estado transformado", la placa incluye detalles de la historia y una fotografía grande de Duncan.
En 2022, la Universidad de Adelaida ofreció la beca Dr. Duncan Memorial, por valor de 5.000 dólares australianos, a un estudiante de derecho que necesitaba ayuda financiera. La beca fue establecida por un grupo de donantes apoyados por una subvención del Gobierno de Australia del Sur.
En febrero-marzo de 2022, el Festival de Adelaida presentó Cuenca: la muerte del Dr Duncan, un oratorio moderno sobre la vida, la muerte de Duncan y su impacto. La obra fue musicalizada por Joseph Twist, con libreto de los dramaturgos australianos Alana Valentine y Christos Tsiolkas, dirigida por Neil Armfield e interpretada por Adelaide Chamber Singers. Recibió buenas críticas y en noviembre de 2022 ganó el premio Ruby al trabajo destacado en un festival.
El 10 de mayo de 2022, el 50 aniversario de su muerte, se llevó a cabo un evento conmemorativo en la pasarela cerca de donde murió, y se inauguró oficialmente el Pride Walk recientemente repintado (también conocido como Rainbow Walk) en Light Square.
También en 2022, el historiador de Adelaida Tim Reeves publicó La muerte del Dr. Duncan, sobre el caso que había estado investigando durante décadas.